# Locke & Key
Locke & Key é uma série de revistas em quadrinhos americana escrita por Joe Hill e ilustrada por Gabriel Rodriguez, publicada pela editora IDW Publishing nos Estados Unidos e pela Geektopia, selo da editora Novo Século, no Brasil.

## Sumário
A história da série de quadrinhos é apresentada de forma não cronológica e é centrada na família Locke e em sua mansão ancestral, Keyhouse, situada em Lovecraft, Massachusetts. Durante a Revolução Americana, um grupo de rebeldes americanos descobre um portal para uma outra dimensão, as planícies de Leng, em uma caverna abaixo de Keyhouse. O portal é cheio de demônios que podem hipnotizar quem os vê e possuí-los através do toque, deixando seus hospedeiros com uma insaciável fome por destruição e matança; no entanto, quando os demônios tentam entrar no mundo real sem um hospedeiro, eles se transformam em pedaços de "ferro sussurrante", os quais o jovem ferreiro Benjamin Locke usa para forjar uma variedade de chaves mágicas, em especial a Chave Ômega, que ele usa para selar o portal para outra dimensão, de modo que mais nenhuma pessoa fosse possuída por um demônio.
A magia de Keyhouse evolui gradativamente ao longo dos anos, incluindo um feitiço que faz com que os ocupantes esqueçam tudo sobre as chaves e a magia da casa quando completam 18 anos. Em 1988, Rendell Locke e seu grupo de amigos começam a usar extensivamente as chaves durante os anos do ensino médio. Antes que eles pudessem esquecer sobre a magia, os jovens decidem abrir a Porta Negra com a Chave Ômega, na esperança de trazer um demônio para o mundo real, a fim de conseguir mais ferro sussurrante para criar novas chaves. No entanto, o irmão mais novo de Rendell, Duncan, segue o grupo até a caverna e fica hipnotizado pela Porta. Ao tentar atravessar a porta, ele é parado por Lucas “Dodge” Caravaggio, melhor amigo de Rendell, que acidentalmente atravessa sua mão pela porta, ficando possuído. Depois de planejar e tentar matar seus amigos, Dodge atrai todos para a caverna, a fim de trazer mais demônios ao mundo real e escravizá-los. Dodge acaba sendo morto por Rendell antes que conseguisse concluir seu plano. Rendell, Duncan, Ellie Whedon, antiga namorada de Dodge, e Erin Voss, que acabou perdendo todas as suas memórias e sua sanidade, são os únicos sobreviventes do massacre da caverna.
Muitos anos depois, devido a precauções tomadas por Dodge antes da sua morte, o espírito de Dodge volta ao mundo físico por meio do poço mágico de Keyhouse. Preso no poço e apenas um eco de seu antigo ser, o espírito de Dodge se conecta com Sam Lesser, um jovem problemático, e o convence a atacar os Lockes e matar Rendell, procurando pela Chave Ômega e pela Chave Qualquer Lugar, a única que é capaz de libertar Dodge do poço. Após o terrível assassinato de seu pai, os filhos de Rendell, Tyler, Kinsey e Bode se mudam com sua mãe Nina para Keyhouse. Lá, enquanto tentam se ajustar a suas novas vidas, os jovens Lockes começam a descobrir a magia de Keyhouse e suas chaves, principalmente Bode, o mais novo dos irmãos. Com a ajuda de Dodge, Sam escapa da prisão e segue os Lockes até Massachusetts. Ele ataca a família novamente em Keyhouse, no mesmo momento em que Dodge engana Bode e o faz entregar a Chave Qualquer Lugar. Dodge escapa do poço, prende o espírito de Sam fora de seu corpo, e volta para Lovecraft no mesmo corpo que ele tinha trinta anos antes.
Dodge entra no ensino médio da Academia Lovecraft sob o disfarce de um novo aluno, Zach Wells, e finge ser o sobrinho de Ellie Whedon, sua antiga namorada, e começa a morar com ela e seu filho, Rufus. Durante o próximo ano, Dodge se aproxima dos Locke, se tornando o melhor amigo de Tyler e o namorado de Kinsey, enquanto tenta secretamente recuperar as várias chaves de Keyhouse. Dodge é eventualmente descoberto, mas, após matar Ellie, usa a Chave Fantasma para trocar de corpo e possuir Bode. Vendo o desenrolar dos acontecimentos, o espírito de Sam aproveita a oportunidade para entrar no corpo do Dodge e tenta trancá-lo novamente no poço; porém, antes que consiga fazê-lo, Kinsey mata Dodge, sem saber que é o espírito de Sam que está ali. O espírito de Bode vaga sem corpo por Keyhouse.
Agora livre para explorar a casa como Bode e coletar a maior parte das chaves, Dodge finalmente encontra a Chave Ômega e planeja uma festa de fim de ano na caverna abaixo de Keyhouse. Tyler, desconfiado que Dodge ainda está vivo, usa um fragmento de ferro sussurrante deixado por seu pai para criar a Chave Alfa, capaz de separar o demônio da alma de uma pessoa. Dodge finalmente abre a Porta Negra, libertando vários demônios - não mais para escravizá-los, mas a fim de criar novas chaves, e muitos dos estudantes que estavam presentes na festa são mortos. Dodge é finalmente vencido por Tyler e Rufus, que força o corpo de Bode a atravessar a porta da casa do poço, fazendo com que o espírito de Dodge volte a ficar trancado no poço. O corpo inerte de Bode é cremado antes que a alma de Bode tenha uma chance de voltar a ele.
No epílogo, Tyler retorna novamente a caverna embaixo de Keyhouse, onde ele recupera as memórias de Erin, e, junto com Kinsey e a Chave Cabeça, devolve as memórias e a sanidade a ela. De volta ao poço, Tyler usa a Chave Alfa para finalmente libertar o espírito de Dodge do demônio que o possuía. Tyler consegue falar com seu pai uma última vez através da mágica do poço. Com a ajuda da Chave Fantasma, o espírito de Bode consegue entrar no corpo de um pássaro, e Tyler usa a Chave Animal, que transforma pessoas em animais e vice-versa, para trazer Bode de volta a forma humana.

## Publicações
A série é estruturada em três atos, com cada ato consistindo em dois arcos de seis edições mensais cada.
O Ato Um consiste dos arcos Welcome to Lovecraft (lançado no Brasil como Bem-vindo à Lovecraft) e Head Games, o Ato Dois contém os arcos Crown of Shadows e Keys to the Kingdom, e o Ato Três é composto por Clockworks (que originalmente teria o título de Time & Tide), e Alpha & Omega, que foi originalmente lançada como dois arcos diferentes, e por isso é o único arco com sete edições.
Além dos três Atos principais, a série conta com uma série de seis one-shots, intitulada The Golden Age, que se passa no passado.
Em 2019, os criadores da série confirmaram que uma história chamada World War Key estava em produção. Esta história, segundo Joe Hill, é "sobre a ideia de que passado nunca se foi... e acho que muitas histórias de fantasmas são sobre como o passado continua a sangrar até no presente. Visitaremos a Guerra Revolucionária, a Guerra Civil e a Segunda Guerra Mundial para mostrar como esses eventos passados tiveram efeitos remanescentes em nossos heróis hoje". A série tem previsão de lançamento em 2020.

## Premiações
Em 2009, a série recebeu duas indicações ao Eisner Awards, na categoria "Melhor Escritor" e na categoria de "Melhor Série", além de ter ganhado como "Melhor Revista em Quadrinhos ou Graphic Novel" na premiação British Fantasy Awards.
Em 2011, a série recebeu quatro indicações ao Eisner Awards, por "Melhor Série", "Melhor Edição Única", "Melhor Desenhista" e "Melhor Escritor", sendo que Joe Hill foi premiado por essa última categoria nesse ano.
Em 2012, a série ganhou como "Melhor Revista em Quadrinhos ou Graphic Novel" na premiação British Fantasy Awards.

## Adaptações

### Filmes
Uma trilogia de filmes foi anunciada oficialmente na San Diego Comic-Con de 2014. Alex Kurtzman, Roberto Orci, Bobby Cohen e Ted Adams produziriam o filme com a Universal Pictures e a K/O Paper Products, empresa de produção de Kurtzman e Orci.
Em outubro de 2015, Joe Hill confirmou que os filmes não aconteceriam mais. No entanto, ele confirmou que séries de TV ainda eram possíveis. Em maio de 2016, Joe Hill anunciou que escreveria um episódio piloto para TV, atuaria como produtor executivo e apresentaria o programa para várias redes de TV e empresas de streaming.

### Televisão

#### Episódio piloto da Fox (2010-2011)
O estúdio Dimension Films adquiriu os direitos para produzir uma versão da primeira minissérie, Welcome to Lovecraft, que teria John Davis como produtor  mas, em fevereiro de 2010, foi anunciado que a Dreamworks havia adquirido os direitos do estúdio. Alex Kurtzman e Roberto Orci foram contratados para desenvolver o projeto que em agosto de 2010 ganhou Steven Spielberg como produtor. Os três começaram a planejar uma série de televisão, e Josh Friedman foi contratado pelos produtores como roteirista e showrunner.
O episódio piloto decorrente dessa parceria entre a Dreamworkds e a K/O Paper Products, empresa de Kurtzman e Orci, seria exibido pela 20th Century Fox Television, com Miranda Otto interpretando Nina Locke e Sarah Bolger, Kinsey Locke. Nick Stahl foi contratado para uma participação como Duncan Locke. Em 2011, a Fox anunciaria não ter interesse em aproveitar o piloto para dar início a uma série de televisão. O projeto não foi levado adiante por nenhuma outra emissora, e, no mesmo ano, foi exibido durante  San Diego Comic-Con, onde foi bem recebido pelo público.

#### Episódio piloto do Hulu (2018-2019)
Em 20 de abril de 2017, o Hulu encomendou um piloto baseado nos quadrinhos, com Carlton Cuse, Scott Derrickson e Lindsey Springer como produtores. Em julho de 2017, Derrickson foi substituído por Andy Muschietti como diretor do episódio piloto.  Em agosto de 2017, Frances O'Connor  e Jackson Robert Scott foram escalados como os personagens principais da série, Nina e Bode, respectivamente. Em uma entrevista em março de 2018, a produtora Samantha Mathis revelou que o Hulu havia desistido do programa e agora estava sendo oferecido para outras redes.

#### Série da Netflix (2020-)
Em 28 de maio de 2018, depois que o Hulu desistiu da série, foi anunciado que a Netflix estaria próxima de encomendar uma nova versão da série, com Carlton Cuse e Joe Hill envolvidos mais uma vez, e Andy Muschietti como produtor executivo. O programa encontrou um novo diretor para o episódio piloto e um elenco totalmente novo, com exceção de Jackson Robert Scott como Bode Locke, o qual havia sido escalado no episódio piloto do Hulu.
Em 25 de julho de 2018, foi anunciado que a Netflix havia oficialmente encomendado uma primeira temporada para a série, composta por dez episódios. A empresa Circle of Confusion atuaria como a produtora da série. A nova iteração da série foi criada por Hill e desenvolvida por Carlton Cuse, Aron Eli Coleite e Meredith Averill. O primeiro episódio foi escrito por Hill e Coleite, e Cuse e Averill serviriam como showrunners para a série.
Em 4 de dezembro de 2019, a Netflix anunciou que a série estrearia na sua plataforma em 7 de fevereiro de 2020.